# Хорошево (Шекснинский район)
Хорошево — деревня в Шекснинском районе Вологодской области.
Входит в состав сельского поселения Сиземского (с 1 января 2006 года по 8 апреля 2009 года входила в Чаромское сельское поселение), с точки зрения административно-территориального деления — в Чаромский сельсовет.
Расстояние по автодороге до районного центра Шексны — 27 км, до центра муниципального образования Чаромского — 8 км. Ближайшие населённые пункты — Копосиха, Флорида, Пыжеево.
По переписи 2002 года население — 4 человека.